# Santa Teresita (Cagayan)
Santa Teresita is een gemeente in de Filipijnse provincie Cagayan op het eiland Luzon. Bij de laatste census in 2007 had de gemeente bijna 17 duizend inwoners.

## Geografie

### Bestuurlijke indeling
Santa Teresita is onderverdeeld in de volgende 13 barangays:
| - Alucao - Aridawen - Buyun - Caniugan - Centro East - Centro West - Dungeg | - Luga - Masi - Mission - Simbaluca - Simpatuyo - Villa |

## Demografie
Santa Teresita had bij de census van 2007 een inwoneraantal van 16.578 mensen. Dit zijn 2.774 mensen (20,1%) meer dan bij de vorige census van 2000. De gemiddelde jaarlijkse groei komt daarmee uit op 2,56%, hetgeen hoger is dan het landelijk jaarlijks gemiddelde over deze periode (2,04%). Vergeleken met de census van 1995 is het aantal mensen met 4.012 (31,9%) toegenomen.

De bevolkingsdichtheid van Santa Teresita was ten tijde van de laatste census, met 16.578 inwoners op 166,98 km², 75,3 mensen per km².